# Мадярсек
Мадярсек (на унгарски: Magyarszék) е село в южна Унгария, част от област Бараня в региона Южно Заддунавие. Населението му е около 1 020 души (2015).
Разположено е на 270 m надморска височина в Среднодунавската низина, на 13 km северно от Печ и на 42 km северозападно от десния бряг на река Дунав. Селището се споменава за пръв път през 1332 година.